# Giuseppe Filippo Liberati Marchi
Pour les articles homonymes, voir Marchi.
Giuseppe Filippo Liberati Marchi, né en 1735 et mort le 2 avril 1808, est un peintre et graveur italo-britannique.

## Biographie
Giuseppe Filippo Liberati Marchi est né dans le quartier de Trastevere à Rome. À l'âge de quinze ans, il est remarqué par Sir Joshua Reynolds, qu'il accompagne en Angleterre en 1752. Il étudie à la St Martin's Lane Academy et devient l'assistant le plus fiable de Reynolds, étant employé pour définir sa palette, peindre ses draperies, faire des copies et poser pour des photos, entre autres tâches. Le premier tableau peint par Reynolds lors de son installation à Londres est un portrait du jeune Marchi au turban, très admiré à l'époque, et gravé par J. Spilsbury en 1761 ; c'est maintenant la propriété de l'Académie Royale.
Marchi ne réside avec Reynolds qu'en 1764. Connu comme copiste, mais sans succès dans le portrait original, il tente un temps de s'établir à Swansea, mais revient bientôt au service de Sir Joshua, avec qui il reste jusqu'à la mort du peintre. Par la suite, il est employé dans le nettoyage et la restauration de peintures.
Marchi meurt à Londres le 2 avril 1808, à l'âge de 73 ans.

## Œuvres
Marchi se lance dans la gravure en manière noire et, de 1766 à 1775, expose ses estampes, ainsi qu'un tableau occasionnel avec la Société des artistes, dont il est membre. Ses planches comprennent des portraits de Miss Oliver (1767), Miss Cholmondeley (1768), Mrs. Bouverie et Mme Crewe (1770), Oliver Goldsmith (1770), Mme Hartley (1773) et George Colman (1773), tous d'après Reynolds, et celui de la princesse Czartoriska (1777), d'après une photo de lui-même.

Quelques manières noires
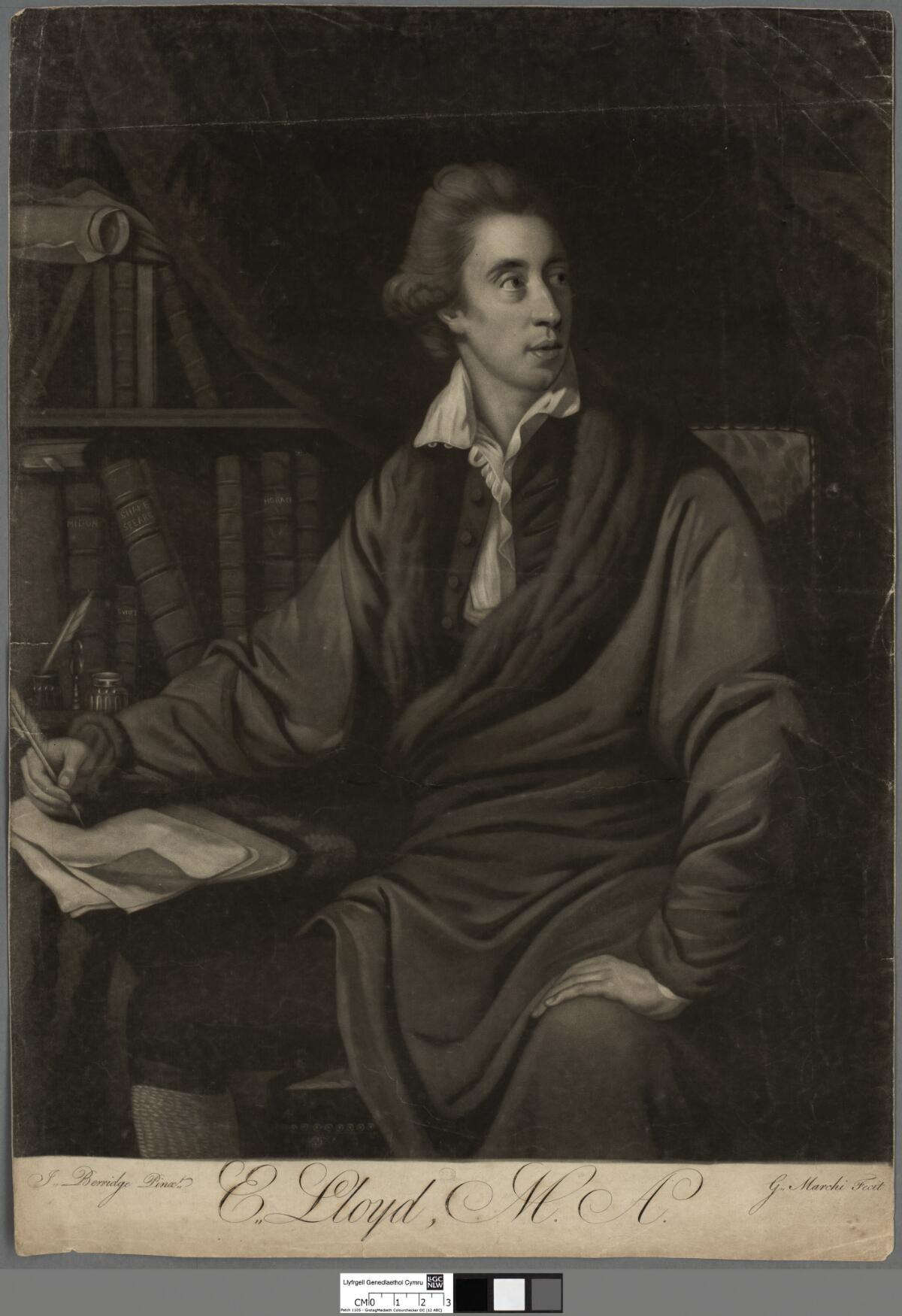
Portrait of E. Lloyd (vers 1770, Bibliothèque nationale du pays de Galles).
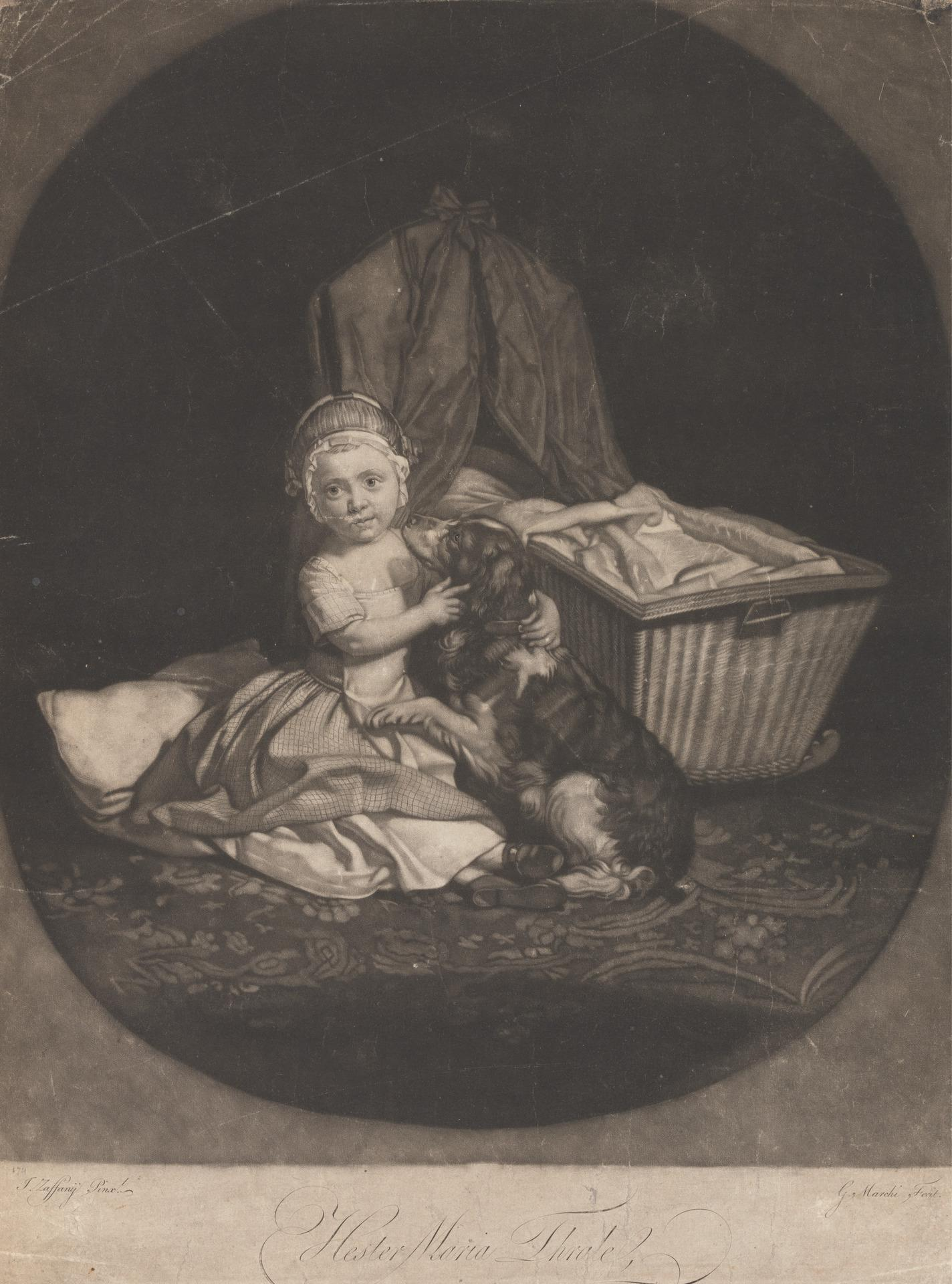
Portrait of Hester Maria Thrale (vers 1766, Centre d'art britannique de Yale).
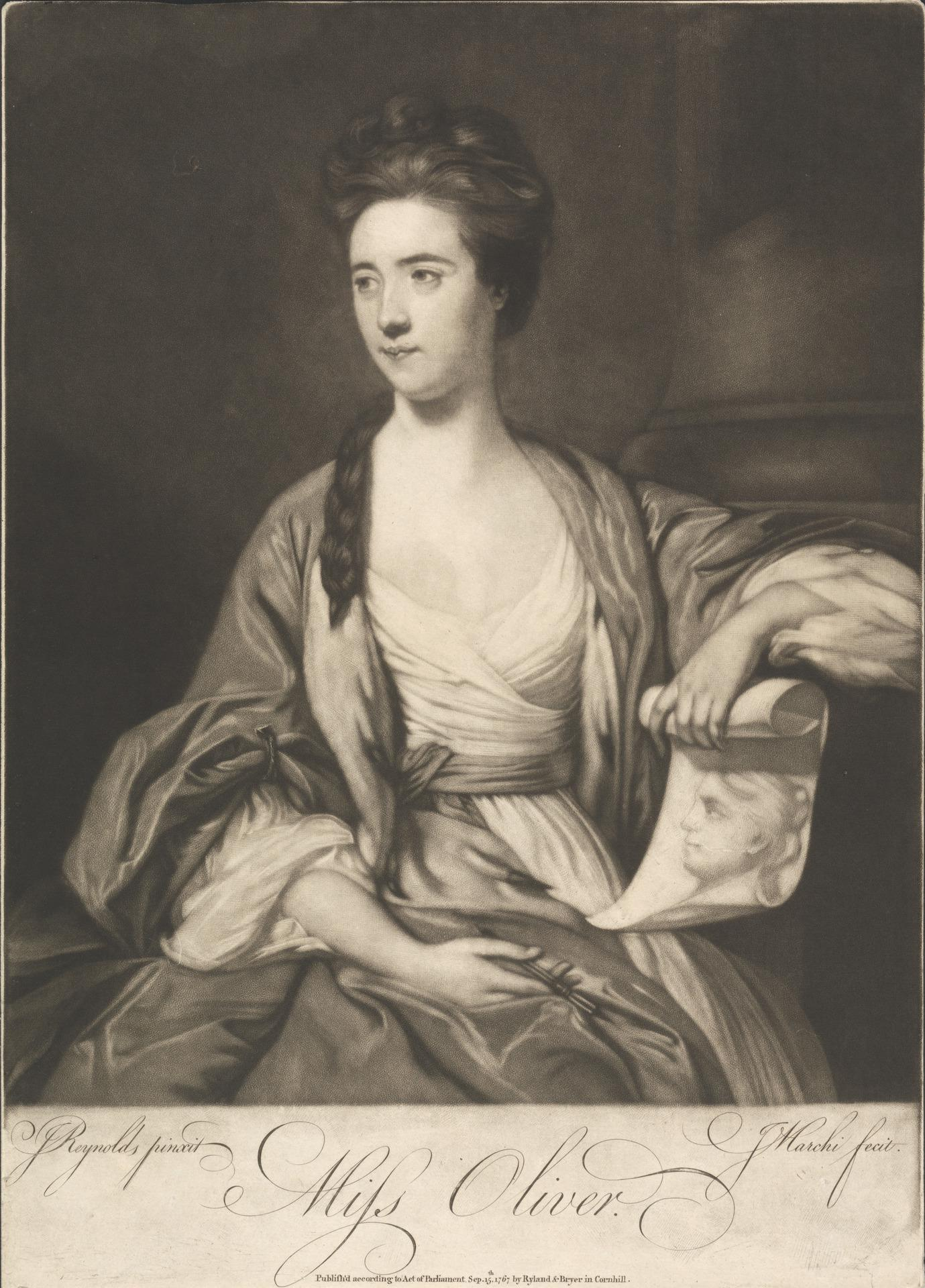
Miss Oliver (1767, Centre d'art britannique de Yale).